# Brixworth
Brixworth ist ein Dorf und ein Verwaltungsbezirk in der englischen Unitary Authority West Northamptonshire. 2001 wurden 5162 Einwohner gezählt und 2011 5.228 Einwohner.

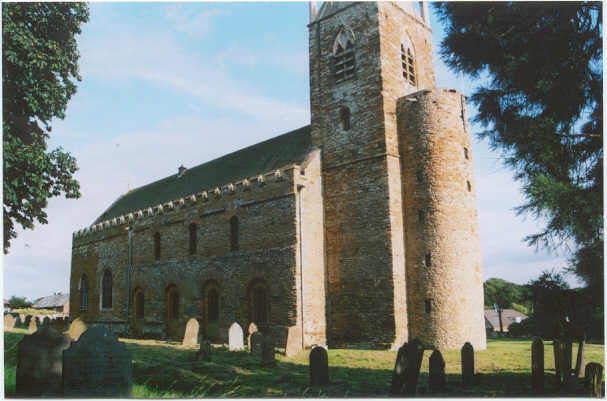
Die All Saints' Church aus dem 7. Jahrhundert

Das Dorf befindet sich rund 8 km nördlich von Northampton an der A-class road 508. Östlich des Dorfes befindet sich der Stausee Pitsford Reservoir (~ 6,7 km²). Im Ort steht eine der ältesten, größten und am besten erhaltenen angelsächsischen Kirchen des Landes, die um das Jahr 680 fertiggestellte All Saints' Church.
In Brixworth wohnen viele Menschen, die in London oder Birmingham arbeiten. Die Autobahnen M1, M6 und M14 bieten eine gute Verkehrsanbindung. Der Ort befindet sich in der Nähe der Städte Peterborough und Leicester.
Die Gegend um Brixworth war früher für Eisenerz-Steinbrüche bekannt. Von 1859 bis 1981 gab es die Bahnstrecke Northampton–Market Harborough line; sie führte westlich am Dorf vorbei. British Railways schloss den Bahnhof von Brixworth im Jahre 1960; seit 1981 wird die Strecke auch nicht mehr für Güterverkehr genutzt.
Auf der Bahntrasse verläuft seit 1993 der etwa 22 km lange Brampton Valley Way. 
Ein 2,4 km langes Stück der Strecke ist als Museumsbahn reaktiviert worden (Northampton and Lamport Railway).
Heute beheimatet die ländliche Gegend um Brixworth einige High-Tech-Unternehmen, darunter Ilmor Engineering und Mercedes AMG High Performance Powertrains.
In Brixworth existiert ein Fußballverein namens Brixworth Juniors Football Club.

## Persönlichkeiten
- Reginald Paget (1908–1990), Anwalt und Politiker
- Donald Sumpter (* 1943), Schauspieler